# Angustella albonotata
Angustella albonotata är en insektsart som beskrevs av Yang och Zhang 1999. Angustella albonotata ingår i släktet Angustella och familjen dvärgstritar. Inga underarter finns listade i Catalogue of Life.